# أتيب ريزال
أتيب ريزال (بالإندونيسية: Atep)‏، من مواليد 5 يونيو 1985 في كيانجور في أندونيسيا، لاعب كرة قدم أندونيسي.
بدأ مسيرته الكروية مع نادي برسيبا بانتول في موسم 2003/2004، ومنذ عام 2004 وهو يلعب مع نادي برسيجا جاكارتا.
و قد بدأ باللعب مع منتخب أندونيسيا لكرة القدم في عام 2005.

## روابط خارجية
- أتيب ريزال على موقع قاعدة بيانات كرة القدم.إي يو (الإنجليزية)
- أتيب ريزال على موقع ناشيونال فوتبول تيمز (الإنجليزية)
- أتيب ريزال على موقع Soccerway.com (الإنجليزية)
- أتيب ريزال على موقع كووورة